# Bengtsvikevattnet
Bengtsvikevattnet är en sjö i Dals-Eds kommun i Dalsland och ingår i Göta älvs huvudavrinningsområde. Sjön är 18 meter djup, har en yta på 0,357 kvadratkilometer och är belägen 124,6 meter över havet.

## Delavrinningsområde
Bengtsvikevattnet ingår i det delavrinningsområde (655312-127718) som SMHI kallar för Utloppet av Bengtsvikevattnet. Medelhöjden är 156 meter över havet och ytan är 5,69 kvadratkilometer. Det finns inga avrinningsområden uppströms utan avrinningsområdet är högsta punkten. Vattendraget som avvattnar avrinningsområdet har biflödesordning 4, vilket innebär att vattnet flödar genom totalt 4 vattendrag innan det når havet efter 282 kilometer. Avrinningsområdet består mestadels av skog (90 procent). Avrinningsområdet har 0,36 kvadratkilometer vattenytor vilket ger det en sjöprocent på 6,2 procent.